# 南通经济技术开发区
南通经济技术开发区位于南通市东南，距市中心12公里，于1984年12月19日经国务院批准设立，为中國首批14個经济技术开发区之一，是中國国家环保总局授予的“ISO14000”国家示范区，是江苏省委、省政府授予的社会治安安全区。管辖面积138.09平方公里，下辖三场四街道，29.8萬人（2018年）。 開發區管委會駐宏興路9號能達大廈。

## 重要企业
- 默克制药

- 武藏精机

- 元佳新材料

- 嘉逸药业
- 得福乐科技
- 华强科技
- 赢吉重工
- 中天智能电网
- 丝路咖精密机械
- 大王生活用品
- 万洲石化
- 美利达
- 赫比电子
- 奥托立夫安全气囊
- 斯福瑞制药
- 福融辉膜材料
- 帝人纤维商品研究所,等等[2]